# Unione Sportiva Lecce 1948-1949
Questa voce raccoglie le informazioni riguardanti l'Unione Sportiva Lecce nelle competizioni ufficiali della stagione 1948-1949.

## Divise
| Casa |

## Rosa
| N. |                   | Ruolo | Calciatore          |
| -- | ----------------- | ----- | ------------------- |
|    | Italia (bandiera) | P     | Giuseppe Eberle     |
|    | Italia (bandiera) | P     | Luciano Gisberti    |
|    | Italia (bandiera) | P     | Bruno Tussani       |
|    | Italia (bandiera) | D     | Ambrogio Alfonso    |
|    | Italia (bandiera) | D     | Dario Ciccone       |
|    | Italia (bandiera) | D     | Aldo Monsellato     |
|    | Italia (bandiera) | D     | Sergio Realini      |
|    | Italia (bandiera) | C     | Ferruccio Achilli   |
|    | Italia (bandiera) | C     | Rudi Abele Compiani |

| N. |                   | Ruolo | Calciatore          |
| -- | ----------------- | ----- | ------------------- |
|    | Italia (bandiera) | C     | Aldo Gavazzi        |
|    | Italia (bandiera) | C     | Saverio Gorini      |
|    | Italia (bandiera) | C     | Michele Natale      |
|    | Italia (bandiera) | A     | Goffredo Stabellini |
|    | Italia (bandiera) | A     | Tito Celani         |
|    | Italia (bandiera) | A     | Giuseppe Madini     |
|    | Italia (bandiera) | A     | Franco Cardinali    |
|    | Italia (bandiera) | A     | Savino Mosca        |
|    | Italia (bandiera) | A     | Luigi Silvestri     |

## Risultati

### Serie B

#### Girone di andata
| 19 settembre 1948 1ª giornata | Siracusa | 6 – 2 | Lecce |  |

| 26 settembre 1948 2ª giornata | Lecce | 0 – 2 | Alessandria |  |

| 3 ottobre 1948 3ª giornata | Lecce | 1 – 0 | Como |  |

| 10 ottobre 1948 4ª giornata | Vicenza | 1 – 2 | Lecce |  |

| 17 ottobre 1948 5ª giornata | Verona | 1 – 1 | Lecce |  |

| 24 ottobre 1948 6ª giornata | Lecce | 1 – 1 | Spezia |  |

| 31 ottobre 1948 7ª giornata | Lecce | 1 – 0 | Pescara |  |

| 4 novembre 1948 8ª giornata | Napoli | 1 – 0 | Lecce |  |

| 7 novembre 1948 9ª giornata | Pro Sesto | 3 – 1 | Lecce |  |

| 14 novembre 1948 10ª giornata | Lecce | 2 – 1 | Legnano |  |

| 21 novembre 1948 11ª giornata | Lecce | 1 – 1 | Venezia |  |

| 27 ottobre 1946 12ª giornata | Empoli | 4 – 0 | Lecce |  |

| 5 dicembre 1948 13ª giornata | SPAL | 0 – 0 | Lecce |  |

| 30 dicembre 1948 14ª giornata | Pisa | 1 – 0 | Lecce |  |

| 12 dicembre 1948 15ª giornata | Lecce | 1 – 0 | Arsenaltaranto |  |

| 19 dicembre 1948 16ª giornata | Lecce | 1 – 0 | Reggiana |  |

| 26 dicembre 1948 17ª giornata | Salernitana | 2 – 0 | Lecce |  |

| 2 gennaio 1949 18ª giornata | Lecce | 1 – 2 | Parma |  |

| 6 gennaio 1949 19ª giornata | Lecce | 0 – 2 | Brescia |  |

| 9 gennaio 1949 20ª giornata | Seregno | 1 – 1 | Lecce |  |

| 16 gennaio 1949 21ª giornata | Cremonese | 3 – 2 | Lecce |  |

#### Girone di ritorno
| 23 gennaio 1949 22ª giornata | Lecce | 1 – 2 | Siracusa |  |

| 30 gennaio 1949 23ª giornata | Alessandria | 4 – 0 | Lecce |  |

| 6 febbraio 1949 24ª giornata | Como | 4 – 0 | Lecce |  |

| 13 febbraio 1949 25ª giornata | Lecce | 4 – 1 | Vicenza |  |

| 20 febbraio 1949 26ª giornata | Lecce | 3 – 1 | Verona |  |

| 6 marzo 1949 27ª giornata | Spezia | 1 – 1 | Lecce |  |

| 13 marzo 1949 28ª giornata | Pescara | 2 – 1 | Lecce |  |

| 20 marzo 1949 29ª giornata | Lecce | 2 – 3 | Napoli |  |

| 3 aprile 1949 30ª giornata | Lecce | 3 – 1 | Pro Sesto |  |

| 10 aprile 1949 31ª giornata | Legnano | 4 – 0 | Lecce |  |

| 17 aprile 1949 32ª giornata | Venezia | 1 – 1 | Lecce |  |

| 24 aprile 1949 33ª giornata | Lecce | 1 – 0 | Empoli |  |

| 1º maggio 1949 34ª giornata | Lecce | 1 – 1 | SPAL |  |

| 8 maggio 1949 35ª giornata | Lecce | 6 – 0 | Pisa |  |

| 15 maggio 1949 36ª giornata | Arsenaltaranto | 2 – 1 | Lecce |  |

| 29 maggio 1949 37ª giornata | Reggiana | 3 – 0 | Lecce |  |

| 5 giugno 1949 38ª giornata | Lecce | 4 – 0 | Salernitana |  |

| 12 giugno 1949 39ª giornata | Parma | 2 – 0 | Lecce |  |

| 19 giugno 1949 40ª giornata | Brescia | 3 – 1 | Lecce |  |

| 26 giugno 1949 41ª giornata | Lecce | 5 – 1 | Seregno |  |

| 3 luglio 1949 42ª giornata | Lecce | 4 – 0 | Cremonese |  |

## Fonte
- Stagione su WLecce.it, su wlecce.it.